# Demotico

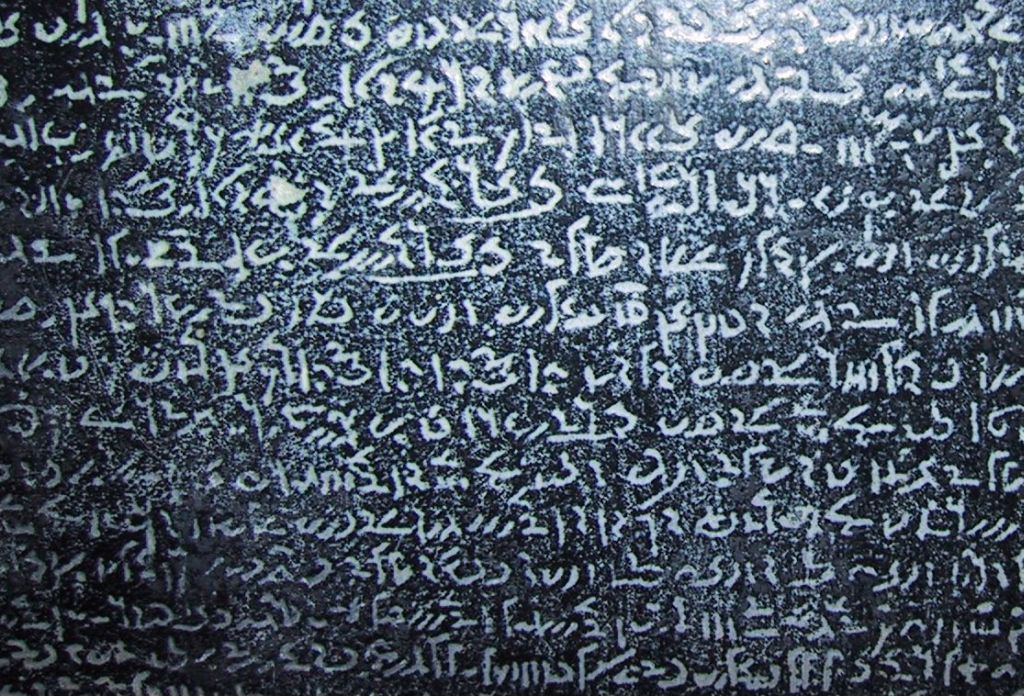
Scrittura demotica del periodo tolemaico su una replica della Stele di Rosetta.

Il termine demotico si riferisce sia alla penultima fase della lingua egizia che al sistema di scrittura con cui questa fase fu trascritta, derivato dalle forme settentrionali di ieratico usate nel Delta. Questo tipo di scrittura, a differenza di quella ieratica e quella geroglifica, non era utilizzata nei testi letterari o nelle iscrizioni funebri, ma nei documenti più comuni, destinati al popolo.

## Scrittura
La scrittura demotica (in precedenza chiamata egizio encoriale, cioè "indigeno") fu usata per più di mille anni e durante questo periodo si succedettero un certo numero di stadi di sviluppo, anche se tuttavia non si conoscono le ragioni che hanno portato alla sua nascita.
Erodoto coniò il termine "demotico" per designare la forma popolare di scrittura accanto a quella ieratica e quella geroglifica, mentre Porfirio parla invece di "scrittura epistolografica", che è l'esatta traduzione del termine egizio per "demotico" (sš n šˤ.t). La scrittura è difficile da leggere, a causa delle frequenti legature e per la presenza di molti segni simili fra loro. Inoltre, nella sua prima fase, la scrittura cambia rapidamente e individualmente.
Il sistema è simile a quello dei geroglifici: troviamo fonogrammi (mono e pluriconsonantici) fra i quali, contrariamente ai geroglifici, alcuni segni monoconsonantici cambiano forma ad inizio di parola. Alcuni fonogrammi possono inoltre rappresentare delle vocali, che nei geroglifici non sono presenti, specialmente per trascrivere parole straniere: così, la semiconsonante w poteva essere utilizzata per le vocali u e o, e la semiconsonante j per la vocale i. Inoltre, troviamo molti determinativi e logogrammi derivati dalla fusione di sequenze di simboli delle scritture egizie precedenti.
Il numero totale dei simboli non è ancora del tutto definito, ma non dovrebbero essere più di qualche centinaio; molti simboli sono plurivalenti, perché si tratta di semplificazioni di vari antecedenti in geroglifici che sono confluiti in un'unica forma grafica. Nel periodo romano si cercò di estendere l'uso dei segni monoconsonantici in modo da ridurre il più possibile l'inventario dei simboli.
Già in epoca romana il demotico scomparve dai documenti amministrativi, dove il greco aveva allora il predominio, e rimase confinato agli usi privati e religiosi. 
Con la cristianizzazione dell'Egitto, nel III e IV secolo, la complicata scrittura demotica venne sostituita da una nuova scrittura alfabetica notevolmente più semplice, costituita dall'alfabeto greco con l'aggiunta di sette segni demotici per trascrivere altrettanti suoni dell'egizio non esistenti in greco, dando origine all'alfabeto copto, con cui venne scritta la lingua copta, l'ultimo stadio della lingua egizia. La scrittura demotica fu così dimenticata, fino alla decifrazione avvenuta nel XIX secolo.

### Demotico antico, 650-320 a.C. (Egitto ancora indipendente)
Il demotico antico (spesso chiamato con il termine tedesco Frühdemotisch) si sviluppò nel Basso Egitto verso la fine della XXV dinastia; un esempio di demotico antico si trova sulla stele del Serapeo a Saqqara, generalmente datata tra il 650 a.C. e il 400 a.C., così come molti testi scritti in demotico antico sono datati alla XXVI dinastia e il seguente periodo persiano (XXVII dinastia). Dopo la riunificazione dell'Egitto sotto Psammetico I, il demotico si sostituì allo ieratico anormale nell'Alto Egitto, in particolare durante il regno di Amosis, fino a diventare ufficialmente la scrittura amministrativa e legale. Durante questo periodo, il demotico fu usato solo per testi amministrativi, legali e commerciali e non come i geroglifici e lo ieratico che erano riservati, rispettivamente, alle iscrizioni monumentali e ai testi religiosi.

### Demotico medio (tolemaico), 320-30 a.C.
Il demotico medio è la fase del demotico in uso nel Periodo tolemaico. Dal IV sec. a.C. in poi, il demotico acquistò sempre più importanza, come si può notare dalla frequenza crescente con cui veniva utilizzato anche per testi letterari e religiosi. Tuttavia, alla fine del III sec. a.C., il greco, in quanto lingua amministrativa del Paese, divenne sempre più forte: i contratti scritti in demotico persero gran parte della validità, a meno che una nota in greco non ne attestasse l'effettiva registrazione presso le autorità.

### Demotico tardo (romano), 30 a.C.-450 d.C.
Dall'inizio della dominazione romana in Egitto il demotico fu usato sempre meno nella vita pubblica. 
Ci sono, però, un certo numero di testi letterari scritti in demotico tardo, specialmente del I e II secolo, sebbene la quantità di testi demotici decresca rapidamente verso la fine del II secolo. Contrariamente a come il latino aveva soppiantato le lingue minori nella parte occidentale dell'Impero e l'espansione del greco aveva portato all'estinzione del frigio, il greco in Egitto non fu in grado di sostituirsi del tutto al demotico. In epoca successiva il demotico fu usato solo per alcuni ostraca, firme in testi greci, etichette di mummie e graffiti. L'ultimo esempio datato di scrittura demotica risale all'11 dicembre 452 e consiste in un graffito sulle mura del tempio di Iside a File.

## Lingua

### Storia
La lingua demotica è una tarda varietà del neoegizio e ha molto in comune con la successiva lingua copta. 
Le origini si possono rintracciare a partire dal VII sec. a.C. e da quel momento restò per circa 1000 anni la lingua scritta e parlata nel quotidiano. Nelle sue prime fasi, come ad esempio nei testi redatti nella scrittura demotica antica, la differenza fra lingua parlata e lingua scritta non doveva essere molto netta. In seguito, però, essendo sempre più usato, nella forma scritta, solo per scopi letterari e religiosi, la lingua scritta cominciò a divergere sempre più dalla forma parlata, dando così un carattere artificiale ai testi in demotico tardo, similmente all'uso del medio egiziano durante il periodo tolemaico.
Grammaticalmente condivide con il neoegizio e il copto l'uso estensivo dell'articolo determinativo e indeterminativo e dei verbi ausiliari; contrariamente al copto, la vecchia coniugazione sintetica (la cosiddetta sḏm=f) è ancora in uso. Fra le differenze con il tardo egizio troviamo la costruzione dell'oggetto preposizionale con i tempi durativi (regola di Stern-Jernstedt) e lo sviluppo di un particolare tipo di frase a predicazione aggettivale (nȝ+aggettivo+soggetto).
A causa del predominio amministrativo del greco, molti documenti in demotico sono conclusi da una sintesi in greco; esistono anche testi misti, in cui nel testo demotico primario (scritto da destra a sinistra) si trovano parole greche in alfabeto greco (scritte da sinistra a destra).

## Decifrazione

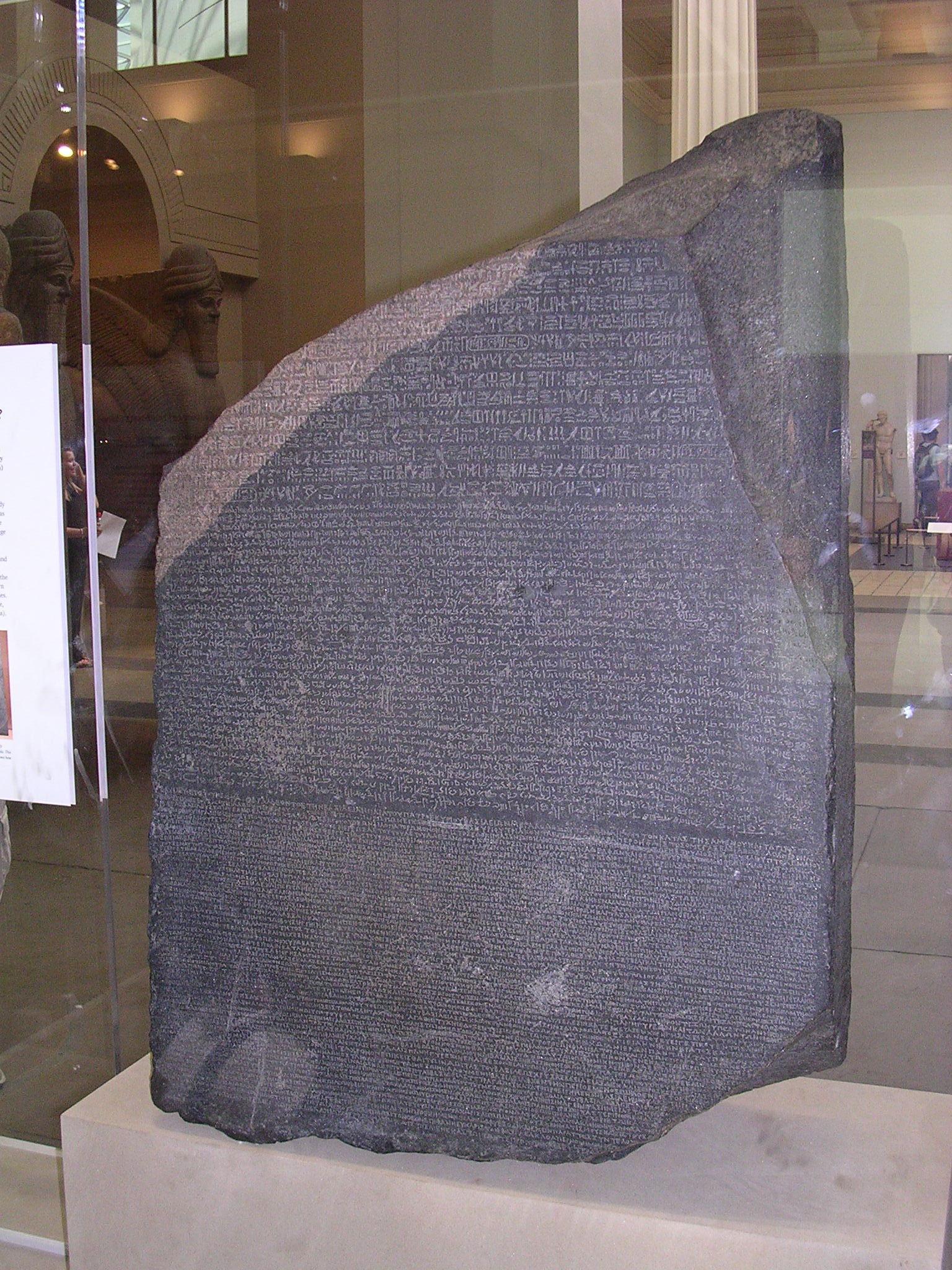
La stele di Rosetta, la cui iscrizione trilingue egizio medio-demotico-greco fornì una prima chiave per la decifrazione dell'egizio medio e del demotico

Il demotico è la seconda scrittura che si trova sulla Stele di Rosetta. La decifrazione, escludendo qualche piccolo passo avanti ad opera di Silvestre de Sacy, che riuscì a identificare solo qualche parola sulla Stele di Rosetta, e del suo allievo Johan David Åkerblad, si deve a Heinrich Brugsch, che rese pubblici i risultati dei suoi studi nel 1855 nella sua Grammaire démotique.

### Grammatiche
- Alberto Elli, La stele di Rosetta e il decreto di Menfi, con contributi di Paolo Bondinelli e Paolo Belloni, Collana Egittologia, Torino, Ananke Edizioni, 2009, ISBN 978-88-7325-294-8
- Edda Bresciani, Angiolo Menchetti, Nozioni elementari di grammatica demotica, Cisalpino-Goliardica, 1969, ISBN 88-205-0150-3; ETS, Pisa, 2002, ISBN 88-467-0581-5
- Janet H. Johnson, Thus wrote ‘Onchsheshonqy. An Introductory Grammar of Demotic Archiviato il 21 dicembre 2013 in Internet Archive., Oriental Institute of the University of Chicago, Chicago, 1991-2000
- Janet H. Johnson, The Demotic Verbal System Archiviato l'11 novembre 2013 in Internet Archive., Oriental Institute of the University of Chicago, Chicago, 1976-2004
- Frantisek Lexa, Grammaire démotique, 7 voll., Praga, 1947-1951
- Wilhelm Spiegelberg, Demotische Grammatik, Winter, Heidelberg, 1925-1975
- Pierre du Bourguet, Grammaire fonctionelle et progressive de l'égyptien démotique, Peeters, Lovanio, 1976-1997
- Willy Clarysse, Demotic for Papyrologists. A first acquaintance, in Papyrologica Lupiensia, 1994

### Dizionari
- W. Erichsen, Demotisches Glossar, Munksgaard, Copenaghen, 1954